# 잔루카 쿠르치
잔루카 쿠르치(이탈리아어: Gianluca Curci, 1985년 7월 12일, 이탈리아 로마 ~ )은 로마에서 태어난 전 축구 선수이다. 현역 시절 그의 포지션은 골키퍼였다.

## 경력
쿠르치는 AS 로마의 유스 시스템에서 성장하였다. 그가 19살때, 2004-05 시즌 후반기에, 이반 펠리졸리와 카를로 조티가 둘 다 부상에 당함에 따라 주전 골키퍼가 되었다. 그러나 그의 자리는 2005-2006 시즌 이적해온 새로운 브라질 골키퍼 도니로 대체되었다.
그리하여 결국 2008년에 AC 시에나로 이적하여 2년을 보낸 후, 2010년에 UC 삼프도리아로 다시 이적을 하였다.
그러나 팀이 강등됨에 따라 2011년 그가 처음 축구 선수 경력을 시작했던 AS 로마로 오게 된다.